# Nová Ves (okres Strakonice)
Nová Ves je obec v okrese Strakonice v Jihočeském kraji. Žije v ní 105 obyvatel.

## Historie
První písemná zmínka o obci pochází z roku 1549.

## Obyvatelstvo
| Rok            | 1869 | 1880 | 1890 | 1900 | 1910 | 1921 | 1930 | 1950 | 1961 | 1970 | 1980 | 1991 | 2001 | 2011 | 2021 |
| -------------- | ---- | ---- | ---- | ---- | ---- | ---- | ---- | ---- | ---- | ---- | ---- | ---- | ---- | ---- | ---- |
| Počet obyvatel | 644  | 688  | 699  | 693  | 740  | 624  | 519  | 379  | 337  | 240  | 160  | 116  | 86   | 91   | 97   |
| Počet domů     | 90   | 96   | 104  | 101  | 107  | 110  | 107  | 106  | 97   | 83   | 66   | 83   | 94   | 98   | 99   |

## Obecní správa
Mezi lety 1850–1973 byla Nová Ves obcí v okrese Strakonice (1850–1930), posléze v okrese Vimperk (1950) a později opět v okrese Strakonice. Od 1. ledna 1974 do 31. prosince 1991 patřila jako část obce k Hoslovicím a od 1. ledna 1992 je opět samostatnou obcí.

### Části obce
Obec Nová Ves se skládá ze tří částí na třech katastrálních územích.
- Nová Ves (k. ú. Nová Ves u Strakonic)
- Lhota pod Kůstrým (i název k. ú.)
- Víska (k. ú. Víska u Strakonic)

V letech 1850–1929 k obci patřily i Kváskovice.

### Obecní symboly
Znak a vlajka byly obci uděleny rozhodnutím předsedy Poslanecké sněmovny Parlamentu České republiky dne 21. dubna 2020.